# Бегулинська
Бегулинська (рос. Бегулинская) — присілок в Красноборському районі Архангельської області Російської Федерації.
Населення становить 21 особу. Входить до складу муніципального утворення Телеговське сільське поселення.

## Історія
Від 2004 року входить до складу муніципального утворення Телеговське сільське поселення.

## Населення
| 2010 |
| ---- |
| 21   |